# Degnepoll
Degnepoll or Deknepollen is een dorp in de gemeente Vågsøy in de Noorse provincie Vestland met 245 inwoners (2001).
Degnepoll kan worden gezien als een buitenwijk van de plaats Måløy. Tussen Degnepoll en Måløy ligt de Måløybrug van 1224 meter lengte. Degnepoll ligt 15 kilometer ten oosten van Bryggja. Het dorp Tennebø ligt een kilometer ten zuidoosten van  Degnepoll. Tussen Tennebø en Degnepoll ligt het meer Degnepollvatnet.
De naam Degnepoll kan worden vertaald als "kleine fjord van de deken". Degnepoll is ook een achternaam die in deze gemeenschap voorkomt.
De belangrijkste industriële bedrijvigheid is een fabriek voor de verwerking van vis tot visolie en diervoeding. Deze fabriek was in aanbouw tijdense de Tweede Wereldoorlog. Enkele dagen voordat het in gebruik zou worden genomen, werd het hij echter volledig vernietigd tijdens Operatie Archery.
Het dorp heeft een benzinepomp waar ook een postagentschap en een fastfoodrestaurant is gevestigd. Verder zijn er een electronicawinkel, twee autohandels en twee supermarkten.